# Pholcus guadarfia
Pholcus guadarfia là một loài nhện trong họ Pholcidae. Loài này có ở quần đảo Canaria.